# 塞雷德凱維奇
50°9′17″N 23°32′51″E / 50.15472°N 23.54750°E
塞雷德凱維奇（烏克蘭語：Середкевичі）是烏克蘭的村落，位於該國西部利沃夫州，由亞沃里夫區負責管轄，處於莫先卡河畔，面積3.8平方公里，海拔高度316米，2001年人口769。